# Xã Green Camp, Quận Marion, Ohio
Xã Green Camp (tiếng Anh: Green Camp Township) là một xã thuộc quận Marion, tiểu bang Ohio, Hoa Kỳ. Năm 2010, dân số của xã này là 1.179 người.